# Alfredo Aceto
 (mai 2023).
La mise en forme du texte ne suit pas les recommandations de Wikipédia : il faut le « wikifier ».
Les points d'amélioration suivants sont les cas les plus fréquents. Le détail des points à revoir est peut-être précisé sur la page de discussion.
- Les titres sont pré-formatés par le logiciel. Ils ne sont ni en capitales, ni en gras.
- Le texte ne doit pas être écrit en capitales (les noms de famille non plus), ni en gras, ni en italique, ni en « petit »…
- Le gras n'est utilisé que pour surligner le titre de l'article dans l'introduction, une seule fois.
- L'italique est rarement utilisé : mots en langue étrangère, titres d'œuvres, noms de bateaux, etc.
- Les citations ne sont pas en italique mais en corps de texte normal. Elles sont entourées par des guillemets français : « et ».
- Les listes à puces sont à éviter, des paragraphes rédigés étant largement préférés. Les tableaux sont à réserver à la présentation de données structurées (résultats, etc.).
- Les appels de note de bas de page (petits chiffres en exposant, introduits par l'outil «  Source ») sont à placer entre la fin de phrase et le point final[comme ça].
- Les liens internes (vers d'autres articles de Wikipédia) sont à choisir avec parcimonie. Créez des liens vers des articles approfondissant le sujet. Les termes génériques sans rapport avec le sujet sont à éviter, ainsi que les répétitions de liens vers un même terme.
- Les liens externes sont à placer uniquement dans une section « Liens externes », à la fin de l'article. Ces liens sont à choisir avec parcimonie suivant les règles définies. Si un lien sert de source à l'article, son insertion dans le texte est à faire par les notes de bas de page.
- La présentation des références doit suivre les conventions bibliographiques. Il est recommandé d'utiliser les modèles {{Ouvrage}}, {{Chapitre}}, {{Article}}, {{Lien web}} et/ou {{Bibliographie}}. Le mode d'édition visuel peut mettre en forme automatiquement les références.
- Insérer une infobox (cadre d'informations à droite) n'est pas obligatoire pour parachever la mise en page.

Pour une aide détaillée, merci de consulter Aide:Wikification.
Si vous pensez que ces points ont été résolus, vous pouvez retirer ce bandeau et améliorer la mise en forme d'un autre article.
 (mai 2023).
Alfredo Aceto (né en 1991) est un artiste plasticien italien, natif de Turin et vivant à Genève,,,. Sa pratique artistique mêle les techniques du cinéma, de l'installation, de la performance, du texte et de la sculpture, pour une œuvre marquée par les thèmes du corps masculin et de la biographie.

## Démarche artistique
Utilisant entre autres la sculpture, le film et le son, Alfredo Aceto crée des espaces suspendus entre fiction et réalité. 

## Expositions
- 2021 Ambarabà ciccì coccò, avec Denis Savary, Kunst Halle Sankt Gallen Saint-Gall
- 2021 Dernier Tango Zurich
- 2021 L'Ascensore Palerme
- 2021 Galerie Parlement Illimité Paris
- 2021 Cerveaux & Bronze, Laurence & Friends, Espace HIT Genève
- 2021 Mon italien est un peu rouillé, Galerie Lange + Pult Auvernier
- 2020 Kevin, Kunst Raum Riehen Riehen
- 2019 Sequoia 07, Institut Suisse, Milan
- 2018 Azur, Dittrich & Schlechtriem, Berlin
- 2017 Tortues inaccessibles, Espace d'art latéral, Cluj-Napoca
- 2017 Endemisms, Andersen's Contemporary, Copenhague[7]
- 2016 Quelque chose entre Posthistoria et Prehistoria, Fondation Barriera et Albert Stiftung, Turin
- 2016 Modestie ou Surprise, Museo Pietro Canonica a Villa Borghese, Rome
- 2016 Chacun se tient seul au cœur du monde, percé d'un rayon de soleil, et soudain c'est le soir, COSMIC Galerie, Bugada & Cargnel Paris
- 2015 Refaire le Portrait #Acte 1, Kunsthalle Genève, Genève
- 2015 Refaire le Portrait #Acte 2, Lavorare lavorare lavorare, preferisco il rumeur del mare, Kunsthalle Genève, Centre D'Art Contemporain, Genève
- 2014 Prophétie et Croque-Monsieurs, Happy Baby Gallery, Lausanne
- 2014 HARAM, Frutta, Rome

## Résidences
- 2020 Istituto Svizzero, Milan
- 2018 Swiss Art Awards, Messe Basel, Bâle
- Prix du talent 2018, magazine InsideArt, Rome
- 2017 MAIF, Prix pour la sculpture, Paris
- 2017 Prix Moroso, Udine
- 2016 Cité internationale des arts, Paris
- Prix Kiefer Hablitzel 2016, Messe Basel, Bâle
- 2016 MSA, Mountain School of Art, Los Angeles
- 2015 Prix Kiefer Hablitzel, Messe Basel, Bâle
- 2015 Kunsthalle Genève, Centre d'Art Contemporain, Genève
- 2014 Résidence illimitée (RU), New York
- 2013 Pleine échelle, Museo del Novecento, Milan
- 2013 ArtPort, Tel-Aviv
- 2010 Ville de Lille, Lille

## Publications
- Immersion Libera, ed Galleria Continua
- ArtClub, ed Pier Paolo Pancotto, Académie de France à Rome - Villa Médicis
- Fortezzuola, sous la direction de Pier Paolo Pancotto, Nero Magazine
- Premio Moroso, texte de Cédric Fauq. Catalogue
- Comme si nous n'avions jamais dit au revoir, texte d'Elise Lammer. Éd. Dittrich & Schlechtriem
- Quelque chose entre Posthistoria et Prehistoria. Textes de Stéphanie Serra et Tristan Lavoyer. Fondation Barriera et Albert Stiftung (Pro Helvetia)
- Alfredo Acéto | Andrea Bellini. Première monographie HAPAX. JRP Ringier 2015
- Unter 30 XI Junge Schweizer Kunst Kiefer Hablitzel Preis. Catalogue. Kunsthaus Glaris
- L'heure qu'il est, Centre d'Art Contemporain Yverdon (CACY). Catalogue
- TEXTSCORE. Entretiens avec Arthur Fouray
- De Génération de la Peinture. Fondation 107
- L'entre-deux. Musée de Capodimonte
- Km011. Umberto Allemandi & C
- Interview Julien Prévieux. Alfredo Aceto et Jean Bourgois, ECAL